# Amauropelta membranifera
Amauropelta membranifera là một loài thực vật có mạch trong họ Thelypteridaceae. Loài này được (C. Chr.) Holttum mô tả khoa học đầu tiên năm 1974.